# Кавано Масатора

Масатора Кавано (англ. Masatora Kawano, яп. 川野 将虎; нар. 1 серпня 1997) — японський легкоатлет, який спеціалізується в спортивній ходьбі.

## Спортивні досягнення
Учасник зах́одів на двох Олімпіадах — 6-е місце у спортивній ходьбі на 50 кілометрів (2021) та 8-е місце в естафетній ходьбі на марафонській дистанції (2024).
Срібний (2022) та бронзовий (2023) призер чемпіонатів світу зі спортивної ходьби на 35 кілометрів.
Посів 4-е місце в індивідуальному заліку зі спортивної ходьби на 35 кілометрів на командному чемпіонаті світу (2022).
Дворазовий срібний призер чемпіонатів Азії зі спортивної ходьби на 20 кілометрів (2019, 2024).
Чемпіон Універсіади зі спортивної ходьби на 20 кілометрів в командному заліку (2019). Срібний призер Універсіади зі спортивної ходьби на 20 кілометрів в індивідуальному заліку (2019).
Чемпіон Японії зі спортивної ходьби на 35 кілометрів (2022).
Ексрекордсмен світу зі спортивної ходьби на 35 кілометрів — 2:21.47 (2024).
Рекордсмен Японії зі спортивної ходьби на 50 кілометрів — 3:36.45 (2019).

## Окремі виступи
| Рік                | Змагання                                       | Місце проведення   | Місце              | Дисципліна         | Результат          | Примітки           |
| Представник Японія | Представник Японія                             | Представник Японія | Представник Японія | Представник Японія | Представник Японія | Представник Японія |
| ------------------ | ---------------------------------------------- | ------------------ | ------------------ | ------------------ | ------------------ | ------------------ |
| 2016               | Чемпіонат Азії зі спортивної ходьби            | Номі, Японія       | 29                 | ходьба на 20 км    | 1:25:37            |                    |
| 2016               | Командний чемпіонат світу з ходьби             | Рим, Італія        | 8                  | ходьба на 10 км    | 41:22              |                    |
| 2016               | Чемпіонат світу серед юніорів                  | Бидгощ, Польща     | 9                  | ходьба на 10 км    | 41:42              |                    |
| 2017               | Чемпіонат Азії зі спортивної ходьби            | Номі, Японія       | 14                 | ходьба на 20 км    | 1:23:51            |                    |
| 2019               | Чемпіонат Азії зі спортивної ходьби            | Номі, Японія       | 2                  | ходьба на 20 км    | 1:17:24            |                    |
| 2019               | Універсіада                                    | Неаполь, Італія    | 2                  | ходьба на 20 км    | 1:23:20            |                    |
| 2021               | Олімпійські ігри                               | Токіо, Японія      | 6                  | ходьба на 50 км    | 3:51:56            |                    |
| 2022               | Командний чемпіонат світу зі спортивної ходьби | Маскат, Оман       | 4                  | ходьба на 35 км    | 2:37:36            |                    |
| 2022               | Чемпіонат світу                                | Юджин, США         | 2                  | ходьба на 35 км    | 2:23:15            |                    |